# Saga de Vápnfirðinga
La Saga de Vápnfirðinga (o «Saga de los habitantes de Vopnafjörður»; en nórdico antiguo: Vápnfirðinga saga; en islandés moderno: Vopnfirðinga saga) es una de las más completas sagas de los islandeses. Fue compuesta a finales del siglo XIII. Cuenta la historia de Brodd-Helgi de Hof y su disputa con otro caudillo, Geitir Lýtingsson de Krossavík. Brodd-Helgi es asesinado y la subsiguiente retaliación no es posible hasta la siguiente generación.
Los detalles narrativos sobre las tensiones y conflictos entre los familiares cercanos son conmovedores y trágicos, especialmente entre los protagonistas y, posteriormente, sus hijos Bjarni Brodd-Helgason y Þorkell Geitirsson. La saga es una lección sobre los valores de la tolerancia y la generosidad de espíritu que, en última instancia, asegura el triunfo.
La saga de Vápnfirðinga y la saga Eyrbyggja son dos obras contemporáneas donde la riqueza y el poder dependen de vínculos familiares, el thing, procedimientos legales y alianzas con terceras partes, los bændr, responsables de encontrar soluciones cuando se enfrentan a injusticias y conflictos que pueden perjudicar sus derechos como hombres libres.

## Traducciones
- The Saga of the People of Vopnafjord. Translated by John Tucker. En: Viðar Hreinsson (General Editor): The Complete Sagas of Icelanders including 49 Tales. Reykjavík: Leifur Eiríksson Publishing, 1997. Volume IV, pp. 313-334. ISBN 9979-9293-4-0.